# Krisztián Vadócz
Krisztián Vadócz (en húngaro: Vadócz Krisztián, pronunciado 
/ˈvɒdoːt͡s ˈkristiaːn/; Budapest, 30 de mayo de 1985) es un futbolista húngaro que juega como centrocampista.

## Trayectoria
Debutó profesionalmente en el equipo de su ciudad, el Budapest Honvéd FC con la edad de 17 años. En el verano de 2005 fue fichado por AJ Auxerre de la Ligue 1 francesa donde apenas disfrutó de minutos. En el verano de 2007 salió del club francés y pasó a formar parte de la plantilla del NEC Nijmegen de la Eredivisie. Su gran aportación al equipo le valió para recalar en el Osasuna en el verano del 2008. Durante la temporada 2008-2009 jugó un total de 20 partidos de liga, 12 de ellos como titular, y marcó dos goles. En la temporada 2009-2010 jugó un total de 19 partidos de liga, marcando 4 goles.

## Selección nacional
Vadócz debutó en la selección húngara sub-21 en 2004, y ese mismo año dio el salto a la selección absoluta a la cual ha sido convocado en 42 ocasiones y ha conseguido dos goles.

## Clubes
| Club                       | País         | Año       |
| -------------------------- | ------------ | --------- |
| Budapest Honvéd F. C.      | Hungría      | 2002-2005 |
| A. J. Auxerre              | Francia      | 2005-2007 |
| Motherwell F. C.           | Escocia      | 2007      |
| NEC Nijmegen               | Países Bajos | 2007-2008 |
| C. A. Osasuna              | España       | 2008-2011 |
| NEC Nijmegen               | Países Bajos | 2011-2012 |
| Odense BK                  | Dinamarca    | 2012-2014 |
| Pune City                  | India        | 2014      |
| Grasshoppers               | Suiza        | 2015      |
| Deportivo Alavés           | España       | 2015-2016 |
| Perth Glory F. C.          | Australia    | 2016      |
| Mumbai City F. C.          | India        | 2016      |
| Kitchee S. C.              | Hong Kong    | 2017-2018 |
| Budapest Honvéd F. C.      | Hungría      | 2018      |
| Kitchee S. C.              | Hong Kong    | 2018-2019 |
| Budapest Honvéd F. C.      | Hungría      | 2019      |
| C. A. Peñarol              | Uruguay      | 2020-2021 |
| Montevideo Wanderers F. C. | Uruguay      | 2021      |
| Central Español            | Uruguay      | 2022      |

## Palmarés

### Títulos nacionales
| Título                            | Club                  | País      | Año     |
| --------------------------------- | --------------------- | --------- | ------- |
| Nemzeti Bajnokság II              | Budapest Honvéd F. C. | Hungría   | 2003-04 |
| Liga Premier League de Hong Kong  | Kitchee S. C.         | Hong Kong | 2016-17 |
| Hong Kong Senior Challenge Shield | Kitchee S. C.         | Hong Kong | 2016-17 |
| Copa FA de Hong Kong              | Kitchee S. C.         | Hong Kong | 2017    |
| Liga Premier League de Hong Kong  | Kitchee S. C.         | Hong Kong | 2017-18 |
| Hong Kong Senior Challenge Shield | Kitchee S. C.         | Hong Kong | 2017-18 |
| Copa FA de Hong Kong              | Kitchee S. C.         | Hong Kong | 2018    |
| Sapling Cup                       | Kitchee S. C.         | Hong Kong | 2017-18 |
| Community Cup Hong Kong           | Kitchee S. C.         | Hong Kong | 2017-18 |
| Copa FA de Hong Kong              | Kitchee S. C.         | Hong Kong | 2019    |

### Distinciones individuales
| Distinción                      | Año  |
| ------------------------------- | ---- |
| Futbolista del año en Hong Kong | 2018 |